# مانا ساردو
مانا ساردو (به ایتالیایی: Meana Sardo) یک کومونه در ایتالیا است که در استان نیورو واقع شده‌است.

## خصوصیات
مانا ساردو ۷۳٫۸ کیلومترمربع مساحت و ۲٬۰۲۸ نفر جمعیت دارد و ۷۰۰ متر بالاتر از سطح دریا واقع شده‌است.